# Grindavík
Grindavík ([ˈkrɪntaˌviːk]ⓘ) es un municipio situado en la península de Reykjanes, no muy lejos de la montaña Þorbjörn, en la costa suroeste de Islandia y a 56 km al oeste de Reykjavik, la capital del país. Es una de las pocas ciudades que cuenta con un puerto en su costa. Gran parte de su población se dedica a la industria pesquera.

## Historia

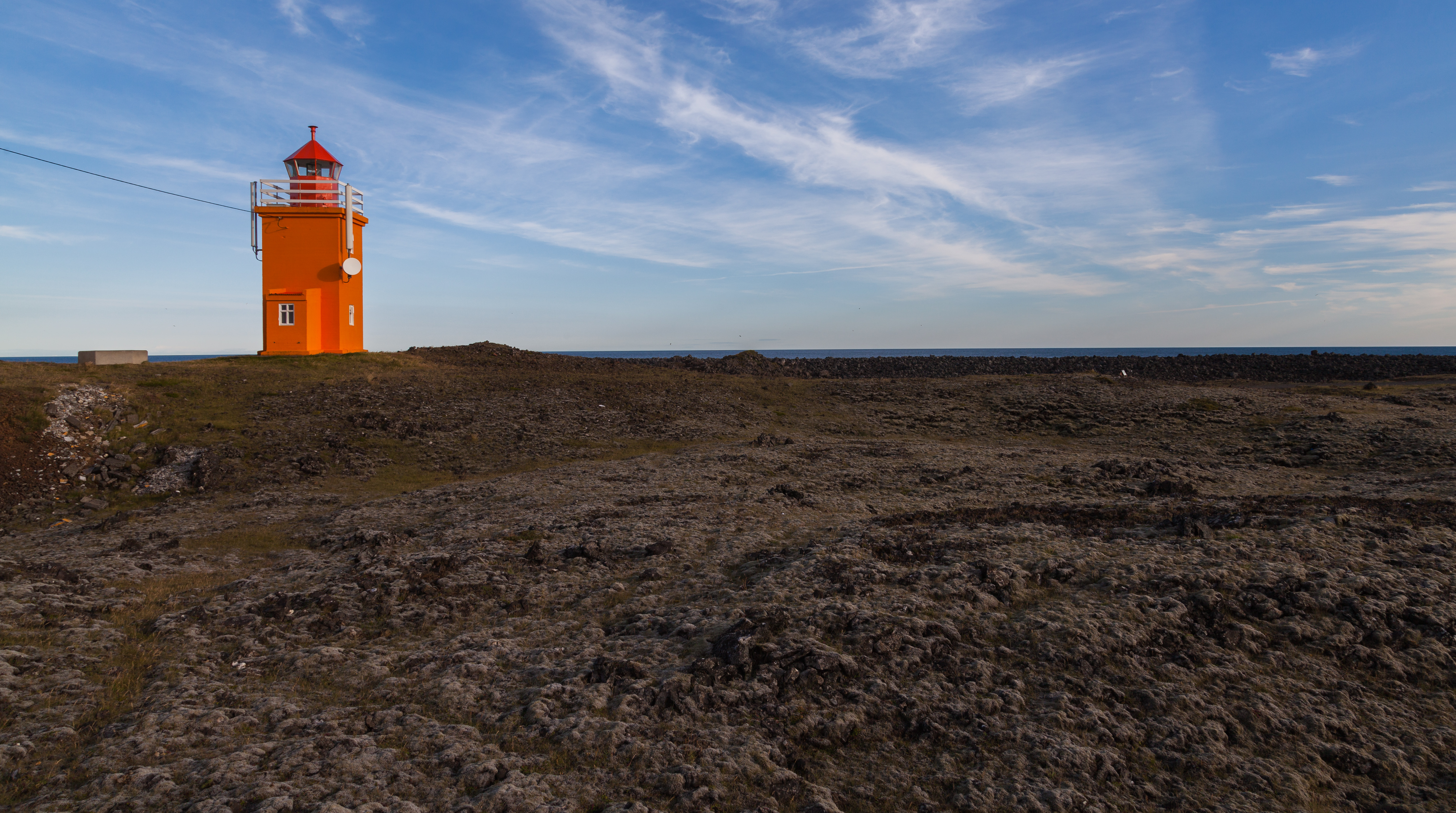
Faro de Hopsnes, Grindavík.

El origen de la ciudad se remonta al año 934 cuando dos colonizadores vikingos, Molda-Gnúpur Hrólfsson y Þórir Vígbjóðsson, llegaron a la península de Reykjanes. Mientras que Þórir se asentó en Selvog, Molda-Gnúpur lo hizo en la actual Grindavík. Más tarde, los hijos de Molda-Gnúpur establecieron allí tres colonias conocidas como Þórkötlustaðahverfi, Staðarhverfi y Járngerðarstaðarhverfi, siendo esta última donde se asienta la actual situación geográfica de la ciudad.
El municipio en sí mismo tiene su origen cuando el comerciante Einar Einarsson se desplazó allí para construir y dirigir una tienda en el año 1897. Durante esa época la población total de la ciudad no superaba los 400 habitantes, pero durante el siglo XX experimentó un importante crecimiento gracias al desarrollo de la industria pesquera durante la década de 1950, actividad que tradicionalmente ha sido la principal base económica del pueblo. Grindavík fue declarada municipio en 1974.
El 10 de noviembre de 2023, la ciudad debió ser evacuada tras la ocurrencia de un enjambre sísmico de más de 800 temblores en menos de 48 horas, declarándose en estado de emergencia por una eventual erupción volcánica cerca de Sundhnjukagigar, a unos tres kilómetros al norte de Grindavík.

## Actividades
A 4 kilómetros de distancia al norte se encuentra su mayor atracción turística la Bláa lónið, un lago artificial que recibe agua de la planta geotérmica de Svartsengi y cuya agua, rica en sales minerales y material orgánico, posee propiedades terapéuticas.
Grindavík fue la ciudad de nacimiento del escritor Guðbergur Bergsson. Cuenta también con un equipo de fútbol, el Knattspyrnudeild UMFG, que juega en la Liga islandesa de fútbol, y además posee en la ciudad desde el año 2002 un museo dedicado al pescado.

## Ciudades hermanadas
El municipio de Grindavík ha firmado protocolos de hermanamiento de ciudades con:
- Rovaniemi – Finlandia
- Hirtshals – Dinamarca
- Piteå – Suecia
- Penistone – Reino Unido
- Jonzac – Francia
- Ilhavo – Portugal